# 무지제 도크토르
《무지제 도크토르》(튀르키예어: Mucize Doktor)는 2019년 방영된 터키의 텔레비전 드라마이다. 지난 2013년 한국 드라마 《굿 닥터》을 원작으로 한 작품이다.